# 国隆亭
国隆亭（1924年10月—），男，山东莱州人，中华人民共和国政治人物，曾任哈尔滨市政协副主席，中国民主建国会黑龙江省委员会副主任委员、名誉副主任委员，第八届全国政协委员。